# シアバター

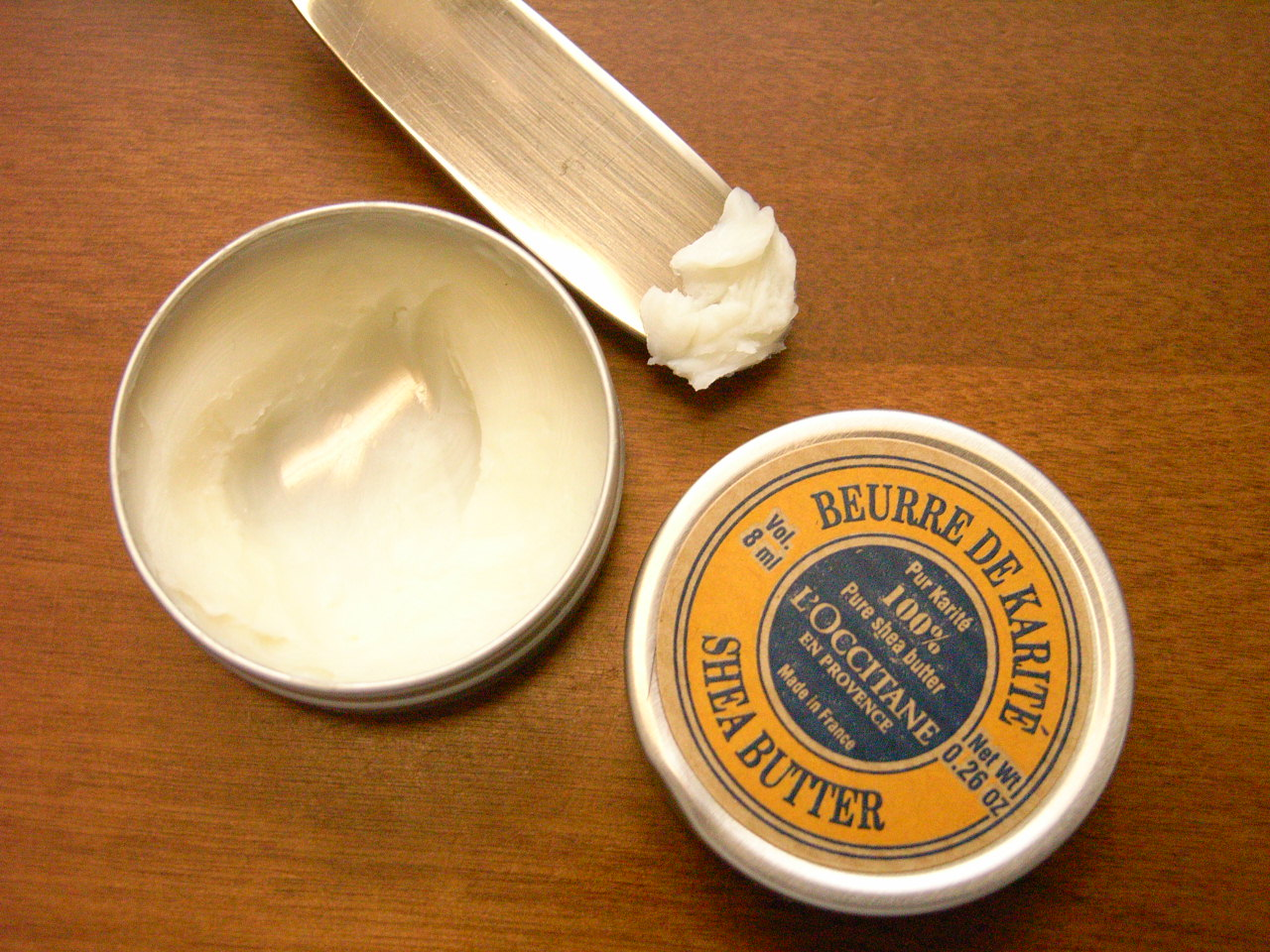
ロクシタンのシアバター。
企業との取引参照のこと。

シアバター（英: shea butter）はアカテツ科のシアーバターノキの種子の胚から得られる植物性脂肪。シアーバターとも表記される。

## 概要
シアバターはシアーバターノキの種子から作られ、主にナイジェリア、マリ、ブルキナファソ、ガーナ、コートジボワール、ベナンで生産されている。食用や薬として用いられるほか石鹸やクリームなどにも配合される。ロレアル、ザ・ボディショップ、ロクシタン、keinz、ビーバイイーがシアバターの効能に着目し、製品化して広く知られた。伝統的に国内で消費されていたが、経済が植民地時代に形成されたモノカルチャー構造の第一次産業に依存する西アフリカ諸国にとって、近年は重要な輸出品目となっている。

### 成分
シアバターの成分のほとんどはステアリン酸とオレイン酸で、トコフェロール、カロチノイド、トリテルペンも微量に含まれる。

### 特性
常温で固形、肌に塗ると体温で溶けて浸透するため、植物性油脂であっても「オイル」ではなく「バター」と称される。ココアバターやマンゴーバターも同じ理由で「バター」と称される。
ただし、精製されると融点が高くなり、高いものでは39℃くらいになる。未精製のものは約36.5℃で溶解するので、未精製ほど浸透力がある。

### 用途
シアーバターノキが分布する地域で古くから食用、薬品、燃料として使われ、傷や火傷の治療目的や筋肉痛、リュウマチ、白髪、脱毛予防など様々に用いられる。ガーナでは紫外線や乾燥から守るために、生まれてすぐ新生児の全身に塗布する。ムスリムの習慣として生後3か月の男児に施す割礼で、止血と消毒を目的に用いる。近年は化粧品メーカーがボディローション、ボディクリーム、リップクリーム、ハンドクリーム、シャンプー、石鹸など様々な化粧品に配合して販売している。

## シアーバターノキと種子

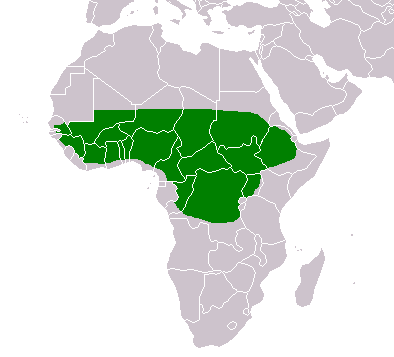
シアーバターノキの分布地域

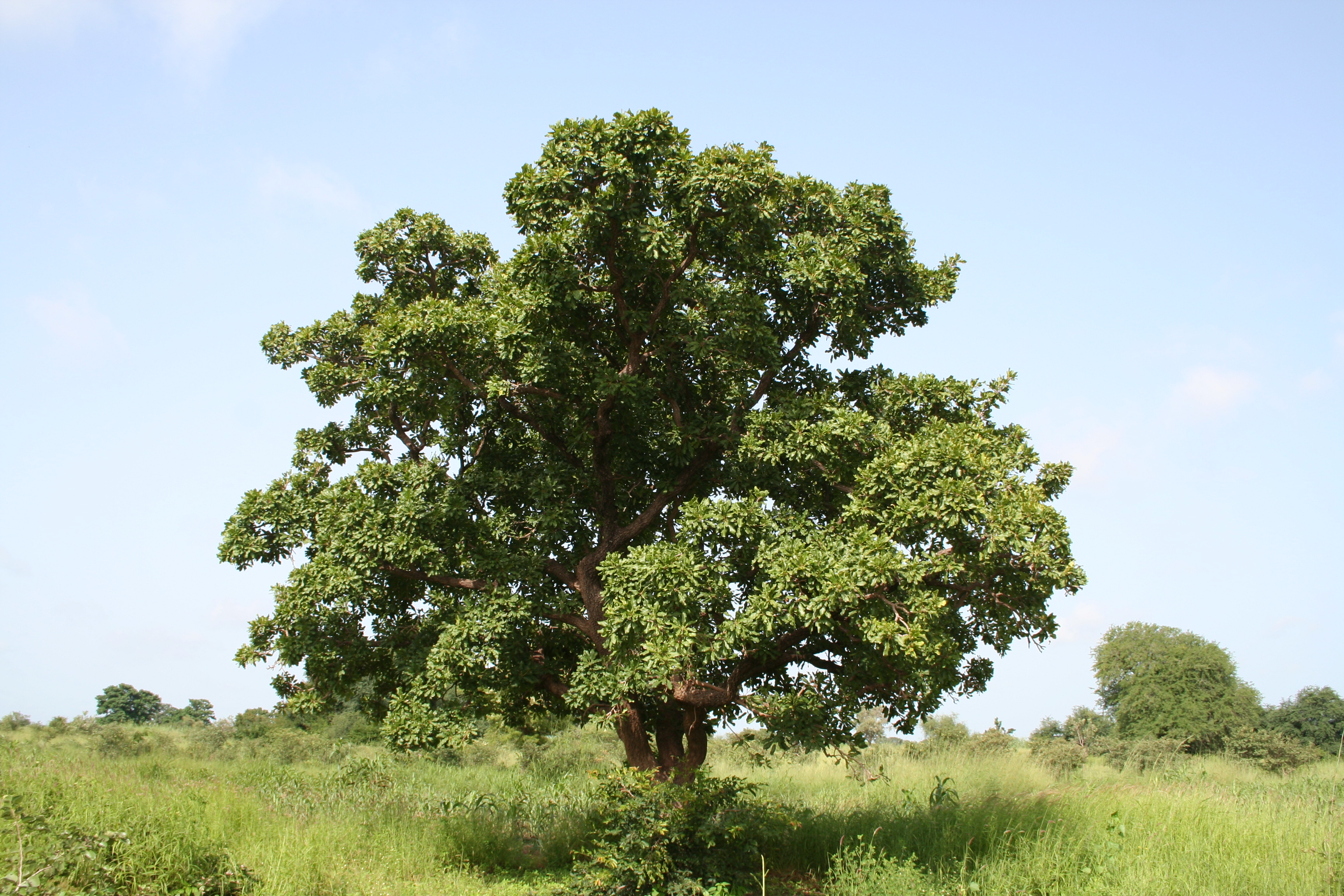
野生のシアーバターノキ

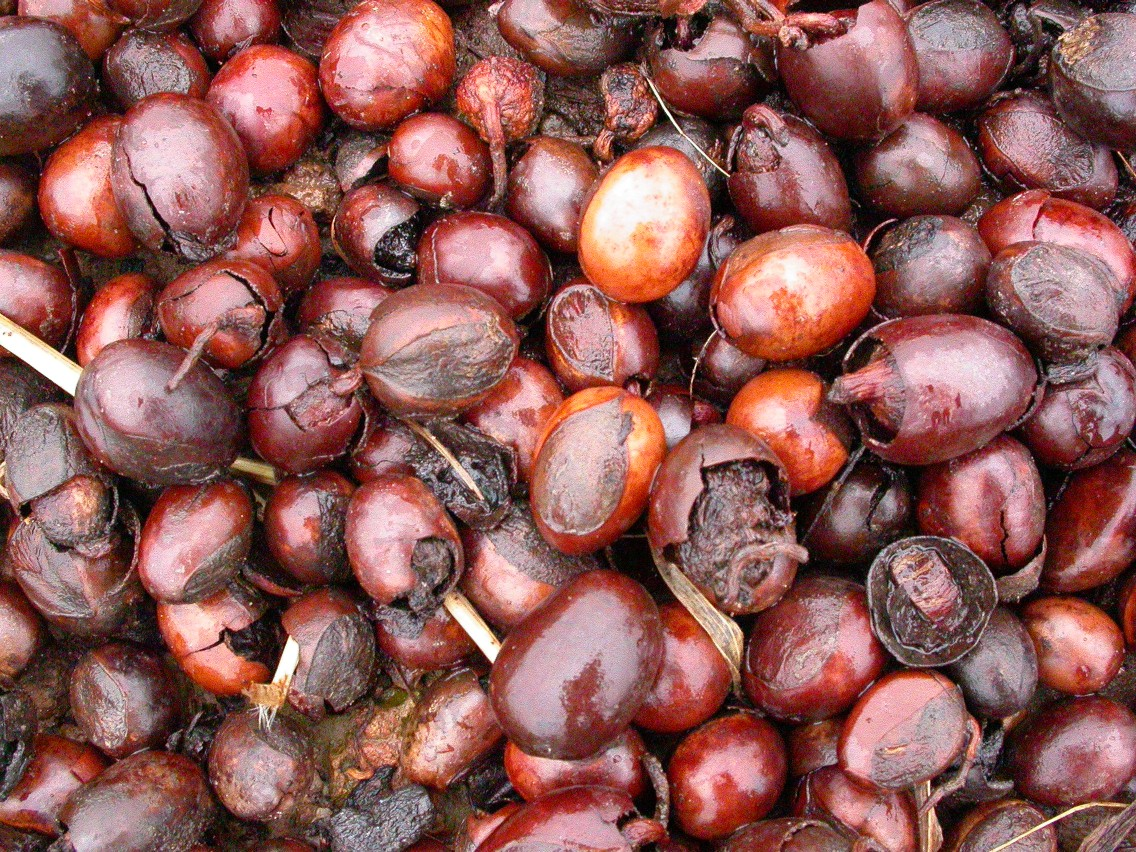
熟したシアナッツ

シアーバターノキ（学名:Vitellaria paradoxa シノニムにButyrospermum parkii）はアカテツ科の双子葉植物で、常緑の小高木。アフリカのヴェルデ岬からチャドにかけて広がるサヘル帯にも天然分布しており、この一帯はシアベルトとも呼ばれて16か国以上でシアーバターノキが自生している。この地域では年間降水量が1000ミリメートル以下のためアブラヤシの栽培が不可能であり、シアーバターノキは貴重な油脂源となっている。
シアーバターノキは薮などに自生していて樹高は約7メートルから25メートルほどまで伸びるが、農地で管理されているものは15メートルから20メートル、樹径は1メートルほどに保たれており、接ぎ木で育てることができる。寿命は200年。花を咲かせるまで約20年、実を付けるまでさらに約20年を要し、3年に一度実を付ける。葉は薄く8から10センチメートルと細長く楕円形で、小枝の先に集中している。花は黄色っぽいクリーム色で、葉の付け根に単生し、一つの小枝に10から40個が咲く。果実は5から8センチメートルの卵形。果肉の中の種子は鶏卵ほどの大きさで固く、シアナッツと呼ばれる。さらにその中にある胚はシアカーネルと呼ばれ、これを加工するとシアバターになる。現地では神秘の木として崇められており、木への接触、実の収穫、圧搾、製造、販売を行うことができるのは女性のみである。

## シアバターの製造方法
収穫は4月から8月にかけて行われる。特に雨季の4月から6月が最盛期となる。シアの実は熟れると自然に落ちるため、それを女性達が夜明けに拾い集め、大きな籠や洗面器に入れ頭に乗せて運ぶ。
シアの実からシアバターを製造する過程は主に手作業で行われる。種子の中の仁（胚）であるシアカーネルに脂肪が含まれているため、果実を収穫すると果肉の部分は食用とし、種子のみを集める。集まった種子から仁を取り出すと、木槌で細かく粉砕する。根気が必要な作業で、4 - 5人の女性がおしゃべりや歌を歌ったりしながら行われる。砕かれた仁からは微かに香ばしく甘い匂いがする。約45 - 50％が脂肪分のため、触るとしっとりとしている。
次に砕いた仁を鍋で焙煎する。熱を加える事で油分との分離がしやすくなるが、加熱しすぎると完成後に焦げ臭さが出てしまうため、焙煎には熟練した技術が求められる。
粗い粉状になった仁を、ペースト状になるまで細かくすり潰す。元来この工程は手作業で行われており重労働であったが、近年は機械も用いられている。ココア色のペースト状になったところで適量をボウルなどに取り、水を加えて強く練っていく。機械で挽いた直後のペーストは熱を持っているため、40から45℃の温度を保つよう加える水の温度で調整しながら練る。ここでも機械を用いる事もあるが、ガーナの女性達は重労働であっても手で感触を確かめる事ができ、仕上がりも違うために手作業を好むという。
練りを続けると、水と混ざった脂肪分が乳化し、徐々に白色に変化していく。ここで冷水を加えると、完全に分離してホイップクリームのように脂肪分が浮き上がる。一見すると白色だがまだ微細な殻が混入しているため、白く浮き上がった脂肪分のみを慎重に取り出して別の容器に移し、鍋でさらに弱火で加熱する。脂肪分は再び溶け、白く見えていた色も茶色へと戻る。時間をかけ加熱し、時々静かに撹拌し、水分を飛ばしていくと不純物は沈み、分離した脂肪分が浮上する。それをまたすくい取り、煮詰めることで純度を高めていく。最後に熱いうちにフィルターで漉し、容器に注いで安置すると固まり、完成となる。ガーナでは仕上がったシアバターをカラバッシュ（en:Calabash）を加工したボウルにてんこ盛りにして売るのが伝統的な販売方法である。

## シアバターの流通
クルードバターと呼ばれる未精製のシアバターは、古くから食用油脂として国内で流通していた。クールドバターはコンバウンドと呼ばれる集落の住民によって、牛や豚の脂身から油を採取する湿式融出法に似た方法でほぼ手作業で製造されている。しかし既にこの国内市場は飽和状態となっている。
1960年代になってヨーロッパへのシアカーネルの輸出が始まり、海外市場が誕生した。主な購入国はデンマーク、オランダ、イギリス、スウェーデンなどで、いずれもチョコレートの製造にココアバターの代用品を使用することを許可している国である。シアカーネルは輸出先の油脂メーカーで精製シアバターに加工され、代用ココアバターとして使用される。この用途としての海外市場も既に安定飽和状態に入っているため、化粧品としての市場を確立するための取り組みが国内外の機関や企業によってなされている。

## アフリカの女性達を支えるシアバター

### 地元団体や国際機関によるプロジェクト
ブルキナファソで、1990年に女性達に読み書きを教える団体「Songtaab-Yalgre Association」が設立された。だが読み書きを覚えても生活の手だてがないため、団体は彼女達に現金収入をもたらすためにシアバターの製造に取りかかった。現在、女性たちは自身の手で団体運営を行い、シアバターの製造で得た収益を分配している。同国の2004年から2007年のシアバター生産高は年間20トンで、綿に次ぐ主要な輸出品となっている。
国際連合開発計画 (UNDP) は2007年、日本政府の支援を受けて、ガーナで特に貧しい地域である北部州のサナリグ地区とワレワレ地区にて「北部ガーナにおけるシアバター産業支援を通じた現地女性のエンパワーメントと貧困削減」プロジェクトを始めた。シアバター産業によって女性の地位や生活水準を向上させることを目的とした活動が2年間行われる。2008年、福田康夫内閣総理大臣はダボス会議で特別講演をした際に、この日本政府による支援活動は地方経済を活性化できた好例であると語った。

### 企業との取引
西アフリカを旅行中に現地の女性の肌の美しさに気付き、シアバターを知ることとなったロクシタンの創業者オリビエ・ボーサンは、1992年にシアバターをそのまま商品として発売した。その後女性協同組合と提携し共同でシアバターの製造を行うこととなった。
ロクシタンがシアバターを商品化した1992年は、ザ・ボディショップの創業者アニータ・ロディックがガーナ北部の市場でシアバターと出会った年でもあった。手作業で作られるシアバターの品質の高さと現地女性の情熱に惹かれたアニータは、2年後にガーナのタマレ地区のトゥンテイヤ・シアバター女性組合と契約し、コミュニティトレードを始めた。また、製粉機とナッツを割る設備を組合に提供した。地域の女性達は安定した収入と、ビジネスの基礎知識、地域社会での発言権を獲得することとなった。また収益によって10の学校が建設され、校内の設備費や教員を確保するための資金にもなった。安全な水道水や公衆トイレの設備向上にも使われた。
日本の企業では、生活の木が日本貿易振興機構 (JETRO) による西部アフリカ油脂加工産業育成プログラムに参加。2005年から2006年にかけて同社常務取締役の宇田川僚一がシアバター専門家としてガーナ北部ノーザン州に2度赴き、シアバター石鹸工房の設立を手がけると共に現地の女性グループへ石鹸製造指導を行った。また、keinz代表取締役桑原輝明は駐日ガーナ大使館のバフォー・アジェベワ大使より紹介を受けて、シアバターの仕入れをすることになった。その後、keinzは駐日ブルキナファソ大使館のパトリス・カファンド臨時代理大使よりシアバターの取り扱いを依頼され、2020年にはブルキナファソでの生産量の3％をkeinz 1社で輸入している。keinzの販売するシアバターは未精製であることと、直接の輸入販売であるために新鮮であり、それをあえて「生シアバター」とkeinzは銘打っており、「生シアバター」元祖とも言えよう。
他にもシアバターの保湿力に注目した化粧品も数多く誕生し、2008年10月には、オリレワというシアバタースキンケアブランドがデビューしている。ブランド名のOORILEWA（オリレワ）は、ヨルバ族の言語で「シアの美」を意味し、フェアトレードによって輸入したシアバターを全製品に配合している点が特徴である。
また、オリレワではチョコレート専門店デカダンス ドュ ショコラとコラボレートし、シアバターのチョコレートを制作するなどユニークな活動も行われている。
いずれの企業も現在も取り組みを続けており、現地で作られたシアバターをもとに商品を販売し、現地の女性たちに利益をもたらしている。

## 生産と輸出の推移
1980年代以降、ヨーロッパ諸国や日本、アメリカへのシアバターの輸出が活発になり、生産が盛んになった。1980年の時点で、西アフリカ7カ国では合計346,713トンのシアナッツが生産され、そのうち81,863トンが輸出されていた。その後、輸出は1985年に102,168トンとなってピークを迎え、1995年には生産が656,465トンまで増加した一方で輸出は47,596トンに減少している。2000年代には生産量は安定するようになり、2002年の生産量は645,000トン、輸出量は70,215トンとなっている。2002年の時点ではナイジェリアが最大の生産国で、世界全体の生産量の57.1％を占める。一方、輸出量が最も多いのはガーナで、世界全体の39.3％を占めている。